# Ferdinand Freiligrath
Ferdinand Freiligrath (Detmold, 17 giugno 1810 – Stoccarda, 18 marzo 1876) è stato un poeta tedesco.

## Biografia
Abbandonò molto presto gli studi per lavorare in modesti impieghi commerciali: fu ad Amsterdam dal 1823 al 1836 e dal 1837 fece il libraio a Barmen, intanto che si dedicava a traduzioni dal francese Più tardi cominciò a scrivere poesie per il Musenalmanach di Adelbert von Chamisso e Gustav Schwab e per il Morgenblatt di Johann Friedrich Cotta.

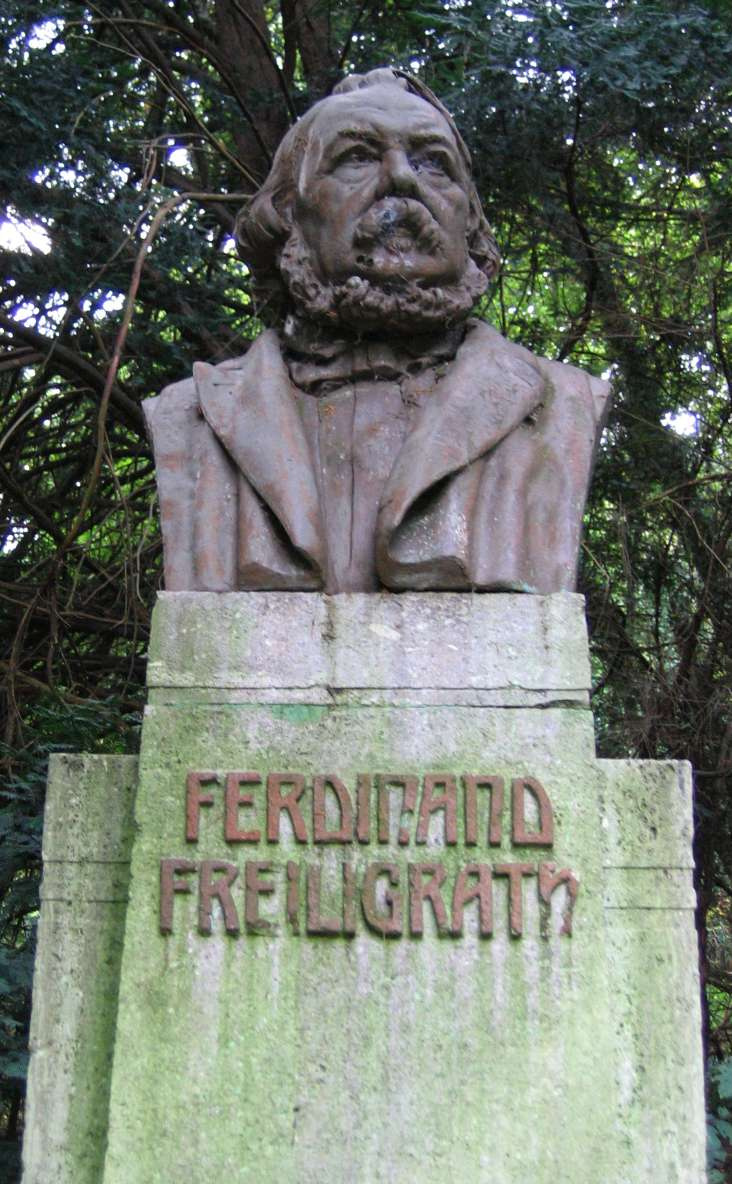
Busto di Freiligrath a Remagen

La prima raccolta di poesie fu pubblicata nel 1838: è influenzata da Les orientales di Victor Hugo, da lui tradotte in tedesco, per il suo interesse per i temi esotici. Il suo Der Mohrenfürst (Il principe dei Mori) per esempio, è la storia di un principe africano reso schiavo che finisce per doversi esibire in un circo come suonatore di tamburo e la pelle di leone che copre il suo strumento, che egli spezza per la violenza dei suoi colpi, gli ricorda la gloria passata. Il suo esotismo poetico «poteva sembrare rivoluzionario per i suoi forti e contrastanti effetti di colore e per i suoi ritmi agitatissimi: ma il suo colorismo è tanto visibilmente precalcolato da cadere spesso nel ridicolo».
Ein Glaubensbekenntnis (Un credo) rappresenta una critica delle condizioni della Germania: a causa della repressione politica, rifiutò una pensione accordatagli da Federico Guglielmo IV: «fu un gesto sincero, ma non coerente; e fu un gesto da letterato, come sarebbe stato dimostrato dalla sua posteriore attività di rivoluzionario dilettante».
Il 4 maggio 1842 fu iniziato in Massoneria nella Loggia Zum Wiederbauten Tempel der Brüderliebe (Al ricostruito Tempio dell'Amore fraterno) di Worms.
Lasciato il paese nel 1845, in Belgio conobbe Karl Marx; passò poi in Svizzera, pubblicandovi nel 1846 il ciclo delle sei poesie del Ça ira!, e si trasferì a Londra.
Tornato in Germania nel 1848, lavorò per la Neue Rheinische Zeitung di Marx, «che non lo prendeva troppo sul serio»: è l'epoca in cui Franz Liszt mette in musica la sua poesia O lieb, so lang du lieben kannst, ma Freiligrath cantava la Rivoluzione di febbraio con la Schwarz-Roth-Gold, dove nei colori della bandiera tedesca vede i simboli della polvere da sparo, del sangue e del fuoco. Nel 1851 dovette ancora lasciare la Germania per Londra, dove diresse la filiale della Schweizer Generalbank.
Nel 1868, con l'unificazione operata da Otto von Bismarck, tornò in Germania, convertito al nazionalismo, ed esaltò la vittoria sulla Francia nel 1870 con Hurrah, Deutschland e Die Trompete von Gravelotte, nella quale un ulano, ferito a morte, continua a suonare la sua tromba in mezzo a tutti i suoi compagni già morti: debole, più che opportunista, Freiligrath scriveva volta per volta ciò «che gli prometteva o sembrava promettergli maggior risonanza letteraria».
La sua poesia, che mescola influssi di Beranger e Hugo con quelli dei romantici tedeschi e della canzone popolare e mette insieme nazionalismo e socialismo giacobino, si elevò per il tono declamatorio di alcuni temi patriottici.